# Arthur Fox
Arthur George Fox (Cowes, Illa de Wight, Anglaterra, 9 de setembre de 1878 - Los Angeles, Califòrnia, 17 d'agost de 1958) va ser un tirador d'esgrima anglo-estatunidenc de primers del segle xx.
El 1904 va prendre part en els Jocs Olímpics de Saint Louis, on guanyà la medalla de plata en la modalitat de Floret per equips del programa d'esgrima, junt a Charles Tatham i Charles Townsend. També disputà les proves de sabre, en què fou cinquè, i Floret individual, en què quedà eliminat en semifinals.